# Cosmovision andine
La cosmovision andine, également appelée philosophie andine, est la conception des civilisations andines pré-colombiennes du cosmos opérant de manière magico-religieuse, ainsi qu'expérimentale, active et relationnelle, toutes choses étant liées et interagissant les unes avec les autres. Elle prend une place importante dans la vie quotidienne, l'organisation socio-territoriale et la politique des Andes. À l'époque de l'Empire inca, de 1440 à 1533, l'anthropocentrisme, plaçant l'être humain au centre du cosmos, influence la mythologie et la cosmovision andine, et le rapport avec la nature et avec les Huacas (divinités similaires aux fétiches) domine la vie religieuse.
Dans la pensée mythique incaïque, l’état inca représente le passage du chaos vers l’ordre généralisé, et incarne un espace-temps cosmique. Il existe plusieurs pacha, ou moments-époques, dont la dernière est celle de l’empire inca. Ce développement vers l’ordre du monde est représenté par les trois principaux mythes incas: l’arrivée de la divinité Viracocha, l’exode du premier inca Manco Capac, et l’expansion du domaine inca par l’empereur Pachacútec.
L’organisation du cosmos est basée sur les concepts andins de dualité, de quadripartition, de complémentarité et d'opposition. Ainsi, chaque unité socio-territoriale est séparée géographiquement selon deux axes perpendiculaires, créant quatre parties, régions ou quartiers, du territoire, divisées en deux moitiés « hautes » (hanan) et « basses » (hurin), ou « de gauche » et « de droite » et auquel sont assignés, dans la pensée incaïque, des groupes de parenté, appelés ayllus, selon la répartition définie par les ceques, des lignes imaginaires partant généralement du temple de Coricancha, à Cuzco.

## L'espace-temps
Dans le monde andin pré-colombien, la conception du temps est associée à l'espace, les deux étant appelés collectivement pacha (lieu, endroit), en développement continuel vers l'ordre et vers de la « différenciation fonctionnelle et de [la] discontinuité des formes, facteurs de complémentarité plutôt que de rivalité, donc de paix et de productivité ». Cependant, la pacha ne représente pas un état de bouleversements et de progrès permanent, mais un « équilibre ponctué », interrompu par des moments de changement radical, appelés Pachakuti.
Le cosmos ne connaît pas de réalités exclusivement spirituelles, les « choses matérielles et spirituelles appartenaient à la même sphère que l'existence et l’expérience ». Il existe deux domaines ou étapes spatio-temporels de nature spirituelle, des « sphères » ou moitiés selon lesquels le cosmos est structuré, Hanan Pacha (« haute Pacha »), l'espace cosmologique, présidé par la divinité de l'éclair, de la foudre et du tonnerre Illapa (associé au ciel, aux phénomènes atmosphériques et à la pluie, Illapa est représenté comme un « grand homme mince », doté d'ornements brillants recouvrant son corps et causant la grêle, et portant une fronde, dont le claquement engendre le tonnerre, dans une main et une massue dans l'autre. La divinité cause la grêle et la pluie en tirant des pierres sur terre et en détournant la Voie lactée, représentée comme une grande rivière céleste), comportant le ciel, la divinité solaire Inti, la divinité lunaire Mama Quilla, des constellations, des étoiles et des planètes, Kay Pacha (« cette Pacha »), ou Aka Pacha (en aymara), le domaine habité par les humains, les plantes et les animaux, et Ukhu Pacha (« Pacha inférieure »), le domaine de l’intérieur, présidé par la divinité créatrice Viracocha, institutrice de l’agriculture irriguée, qui est décrite comme « une divinité émanant de l'océan souterrain - ou qui était cet océan lui-même - sur lequel flottait la croûte terrestre et dont remontaient les eaux approvisionnant les lacs et sources », et associé aux ancêtres (morts) ainsi qu'à la nouvelle vie (et composé ainsi de la déesse de la fertilité Pachamama et des êtres démoniaques appelés Supay),. La dichotomie entre la sphère inférieure et la sphère supérieure fait partie du dualisme andin, et « cimentait donc la relation d'opposition et de complémentarité existant entre les habitants de chacune des deux étages (d'exploitation) écologiques montagnards ».
Littéralement au centre de l'univers se trouve dans la pensée incaïque, la vallée du Cuzco, centre principal suprême de l'empire inca, situé horizontalement au centre du monde d'ici, Kay Pacha, et verticalement entre les extrémités septentrionale et méridionale du monde supérieur, Hanan Pacha, et du monde inférieur, Ukhu Pacha.

### Collision des moitiés du cosmos
La collision des sphères serait à l'origine d'un Pachakuti (renversement de l'espace-temps, ou retour d'époque), engendrant une nouvelle étape-époque dans le développement du monde vers l'ordre équilibré entre opposés complémentaires, appelé yanantin (« équilibre à partir de l'opposition complémentaire »), et contribuant ainsi au développement cyclique et progressif du cosmos. Ces pachakuti peuvent se manifester sous la forme d’événements cataclysmiques, des tremblements de terre ou des déluges.

## Relations réciproques
Dans la pensée andine pré-hispanique, les relations réciproques—souvent fortement sexualisées ou fondées sur des liens supposés de parenté—entre plusieurs entités différentes sont fondamentales au sein de l'organisation du cosmos.

### Dualisme
Il existe la conception d'une dualité équilibrée entre deux moitiés opposées (femme/homme, haut/bas, paix/guerre, désordre/ordre, barbarie/civilisation) qui entretiennent des relations de complémentarité d'un ensemble et contribuent à la complémentarité (plus qu'à la rivalité) des formes du monde, et par extension à l'équilibre des relations, à la paix, à la productivité, et à l'ordre.
Dans le cadre de cette dualité, les deux moitiés (Saya) de l'ensemble (doté ainsi d'une division quadripartite) sont chacune subdivisées en deux parties (Suyu). La philosophie dualiste, appliquée à des contextes de nature écologique, territoriale, cosmologique et domestique, influence l'organisation socio-politique des Andes pré-hispaniques. Chaque unité socio-territoriale est organisée selon la quadripartition (inégale) du pouvoir. Les chefs, ou kuraka, d'ethnie possèdent des « doubles » ou « compagnons » (yananti). Une moitié d'un ensemble ethnique—un ayllu (groupe de familles) à la base de l'organisation socio-territoriale, une fédération d'ayllus appelée chefferie, huaranga, ou llaqta, ou encore une fédération de petites chefferies appelée « grand kurakazgo »—est subdivisée elle-même en une moitié principale, qui dirige la moitié entière, et une moitié périphérique, dont le souverain est le yananti du chef suprême,. À cette hiérarchie au sein des deux moitiés s'ajoute une hiérarchie entre les moitiés opposées, une moitié, « haute » ou « de droite » (la droite (Urco) et le haut (Hanan) étant associés à la masculinité, et par extension à l'ordre, à la civilisation, à la guerre, et au présent), étant supérieure à l'autre, « basse » ou « de gauche » (la gauche (Uma) et le bas (Hurin) étant associés à la feminité, au chaos, à la barbarie, et au passé),,.
L'opposition des deux moitiés complémentaires de l'ensemble est fondée sur une vision sexualisée du cosmos, qui engendre des allégories supplémentaires.

### Vitalité
Toute chose matérielle est dotée d'une vitalité, appelée camaquen, notamment les humains, morts et vivants, les paysages, les êtres célestes ou les objets fabriqués par les humains. Les humains étant dans l'incapacité de créer un objet vital, pouvant seulement le manipuler ou contrecarrer, ce sont les êtres paradigmiques appelés camaq qui confèrent la vitalité au monde.
Le terme « camaq » désigne la « force primordiale » qui anime chaque objet. Les camaq sont des huacas, des ancêtres-fondateurs d'ayllus (groupes de familles), des constellations, des objets célestes et des divinités auxquels ont rend un culte, et desquels on « attendait […] qu'ils remplissent leur rôle de kamaq à l'égard des humains ainsi que des végétaux et des animaux avec lesquels les humains interagissent » dans le cadre d'une réciprocité entre les êtres humains et les divinités. Un officier inca est chargé de déterminer la capacité d'une huaca de conférer sa camaquen.

#### Relations mimétiques
Des « relations mimétiques » lient les choses et les personnes dotées d'une vitalité et affectées par les mêmes objets et le même mode de vie. Certaines entités exclues de la partie civilisée du cosmos, comme les habitants, les choses et les animaux de la forêt amazonienne, sont associées au chaos et au danger.

### Huacas
Le terme huaca désigne généralement des lieux de vénération, tels que des monuments, des accessoires personnels ou des éléments de la nature, et plus largement « tous ce qui est singulier, comme la gémellité, le bec-de-lièvre ou le fait de naître par les pieds ». L'anthropologue français Alfred Métraux comparece concept aux « fétiches ». Le terme huaca ne correspond pas nécessairement au concept de divinité.

## Développement cyclique et progressif de l'espace-temps

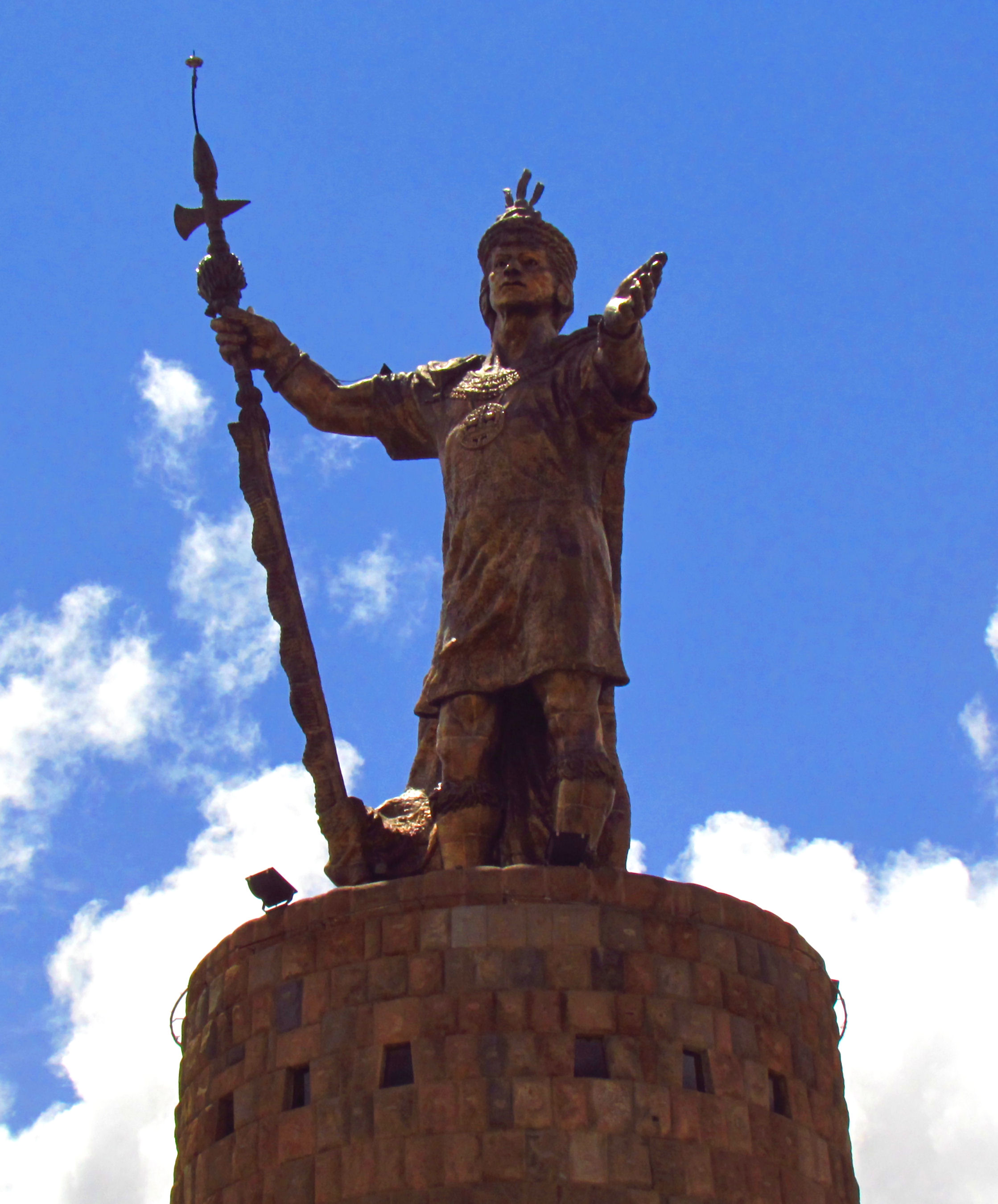
Statue de l'empereur Pachacútec à Cuzco.

Le développement spatio-temporel du cosmos, organisé selon un récit linéaire et cyclique, est réparti en plusieurs étapes (des « équilibres ponctués » interrompus par des bouleversements spatio-temporels) fondamentales, pouvant variées selon les auteurs, dans le développement du monde, marquées par des Pachakuti, ou bouleversements spontanés: l'ère pré-solaire, dans laquelle les hommes vivent dans la semi-obscurité, qui est clôturée par l’événement de l'arrivée du soleil, instaurant l'alternance entre la nuit et le jour; l'ère solaire, divisée en deux périodes, une première où les huacas dirigent les états andins, et une seconde dans laquelle les relations d'opposition et de complémentarité sont entretenus entre les llaqtas, espaces urbains, et urqu, terres inhabités de la montagne, les anciens seigneurs huacas personnifiant désormais les espaces naturelles entourant et définissent l'identité des entités socio-territoriales et politiques, par l'avènement du grand déluge nommé Unu Pachakuti (« renversement de l'espace-temps, ou retour d'époque, par l'eau »), et puis le purum pacha et l'Inka Pacha, la première ère étant l'âge pré-incaïque supposée inculte et barbare, et la seconde étant l'ère incaïque, dans laquelle, à la suite des conquêtes de l'empereur Pachacútec (« retour   d'époque ») qui marquent une « sorte de « retour à la case de départ », après épuisement des forces [camaquen] de l'époque qui s'achevait » et qui devenait alors l'époque ancienne dépassée, l'empire inca est chargé d'une mission civilisatrice et ordonnatrice du monde post-diluvien, censée retarder la fin et le recommencement cyclique du monde.

### Mission civilisatrice et ordonnatrice
Certains espaces, comme le Qulla Suyu (Sud), de l’organisation géographique de l'empire inca sont dépeints comme « chaotiques » et associés à l'ère ancienne, ainsi que, au sein des relations de dualité, d'opposition et de complémentarité, à la féminité et à la paix, tandis que d'autres, comme le Chinchay Suyu (Nord), sont associés à la mission ordonnatrice des incas.
À l'origine de cette hiérarchie du pouvoir est, selon les mythes fondateurs incas, la recréation du monde, à la suite du déluge « Unu Pachakuti », par la divinité créatrice Viracocha. Viracocha divise le monde en quatre parties et les donne à quatre rois, Manco Cápac, le dirigeant (dit Hanan, « haut ») du groupe, associé au Chinchay Suyu, Colla Cápac, en position de Hurin (« bas », subordonné), associé au Qulla Suyu, et Pinahua Capac et Tocay Capac, associés respectivement au Kunti Suyu (Ouest) et à l'Anti Suyu (Est), des régions considérées secondaires définies selon leurs positions de subordination (Hurin) par rapport aux régions septentrionales et méridionales. Selon l'anthropologue structuraliste Reiner Tom Zuidema, ce mythe symbolise la première représentation de Cuzco, capitale inca, le Kunti Suyu et l'Anti Suyu symbolisant les périphéries de la ville, et Chinchay Suyu et Qulla Suyu représentant Hanan Cuzco (le quartier « haut » de Cuzco) et Hurin Cuzco (le quartier « bas » de Cuzco).

## Divisions géographiques et spatio-temporelles
Dans la cosmovision andine, des divisions spatio-temporelles, fondées sur la notion de complémentarité entre deux moitiés territoriales et sur les relations avec les divinities locales, prennent une place importante, influençant l'administration des llaqtas ou chefferies andines. Généralement trois divisions géographiques, dont les deux premières sont fondées sur deux axes imaginaires perpendiculaires, et dotées d'une forte connotation politique, liée à la progression vers un monde ordonné, existent dans la cosmovision andine et inca.

### Première axe

Séparation de l’Altiplano selon deux moitiés Urco et Uma.

Les peuples de l'altiplano andin divisent la cordillère selon une ligne de démarcation, définie par le Lac Titicaca et le Río Desaguadero, en Urcosuyu (à l'ouest, dans la cordillère andine centrale occidentale), l'occident représentant de la masculinité et de l’ère nouvelle et civilisatrice, et l'orient, Umasuyu, parlant principalement le puquina, l’ancienne langue de l'empire éteint de Tiwanaku, et représentant la féminité, l'ère ancienne devenu chaotique, et l'eau. Le centre de ce complexe est Taypicala, autre nom de la cité de Tiwanaku.
Dans la cosmovision inca, l'équivalent de cette division est la division, commune dans les Andes centrales au nord du Lac Titicaca, des entités socio-territoriales en deux moitiés (Saya en quechua) Hanan (haute) et Hurin (basse). À Cuzco, dans le cadre du dualisme andin entre Hanan et Hurin, le Hanan (haut) est perçu comme la moitié dominante, ayant une supériorité morale et représentant la masculinité, le nord, et l'ère civilisée opposée à l'ère passée. Cette symbolique justifie notamment le fait que le pouvoir politique et militaire inca réside à Hanan, tandis que le pouvoir religieux réside à Hurin (bas), qui représente la feminité, la paix, le Sud, et l'ère passée. La situation de la ligne de démarcation cuzquénienne et ses modalités sont incertaines.
Cependant, il existe une différencie dans l'organisation quadripartite et duel, qui est appliquée à tous les niveaux des structures socio-territoriales, entre l'organisation locale de Cuzco (divisé en Hanan Cuzco et Hurin Cuzco) et l’organisation impériale au niveau de l'état inca (divisé en Hurin Saya, « moitié du bas », et Hanan Saya, « moitié du haut »).

### Second axe
Un second axe sud-est/nord-ouest crée une division quadripartite, superposée à la première. Deux parties (Suyu en quechua) complémentaires, constituant une moitié (Saya) du territoire, existent dans une entité socio-territoriale. Dans la pensée incaïque, l'Anti Suyu (est) et le Chinchay Suyu (nord) sont Hanan (haut), tandis que le Kunti Suyu (ouest) et le Qulla Suyu (sud) sont Hurin (bas).
Dans l'empire inca, appelé Tawantin Suyu en référence aux quatre parties, le nord est représentant, au sein d'une hiérarchie du pouvoir, de l'ordre et de la mission civilisatrice, transmise dans les mythes, de l'entité inca, et de l'âge du progrès opposé à l'âge passé. Ainsi, la moitié Hanan, ou haute, qui détient les pouvoirs politiques et militaires, est subdivisée en une partie orientale appelée Anti Suyu, représentant le bas (Hurin) du haut (Hanan), subordonné, et une partie septentrionale, le Chinchay Suyu, représentant le haut du haut, et dirigeant l’entité socio-territoriale. La moitié Hurin est divisée en une partie occidentale subordonnée (le « bas du bas »), le Kunti Suyu, et une partie méridionale souveraine, le Qulla Suyu. La ligne de démarcation, à Cuzco, du second axe est, selon la majorité des chroniqueurs coloniaux, représentée par les quatre chemins principaux partant de la ville et parcourant l'empire.

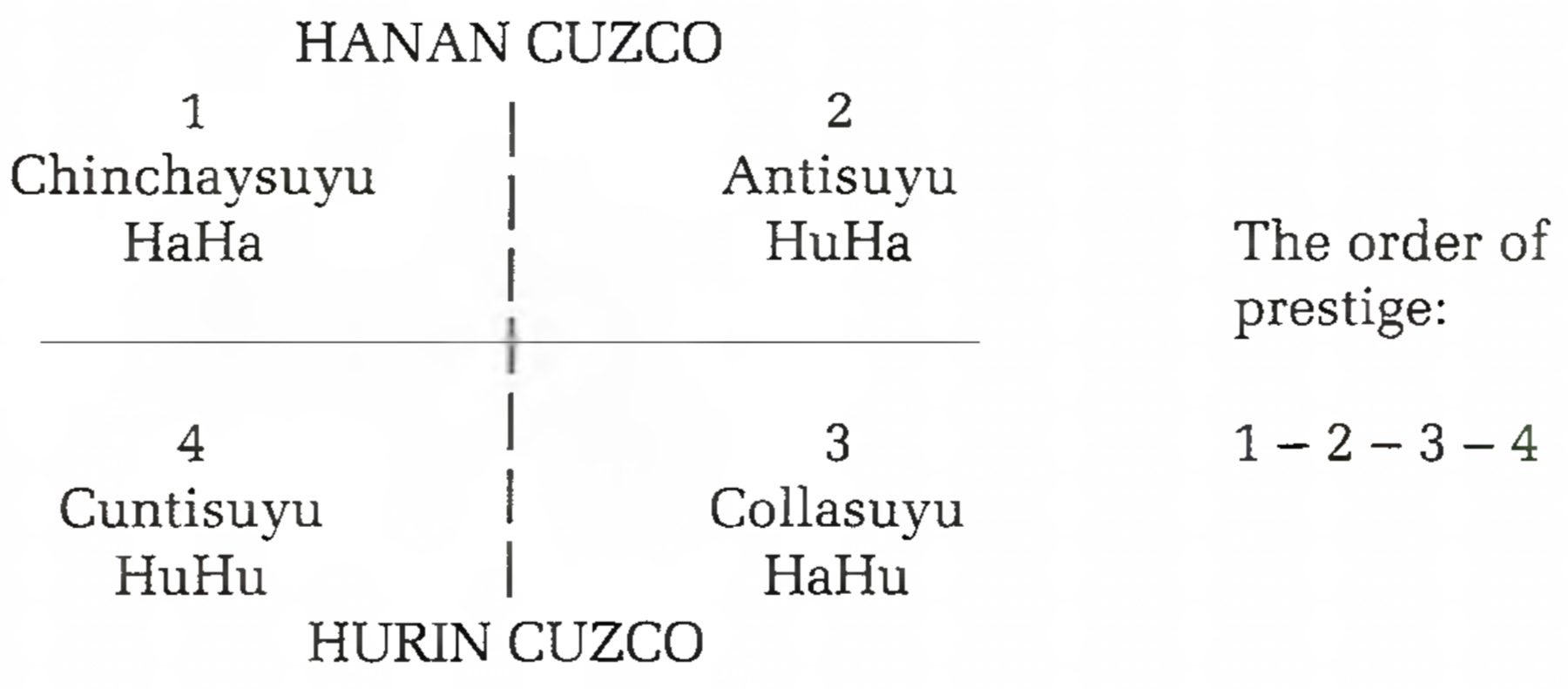
Représentation symbolique de Cuzco, selon deux axes imaginaires perpendiculaires, selon la hiérarchie de Hanan du Hanan (« haut du haut »), Hurin de Hanan (« bas du haut »), Hanan de Hurin (« haut du bas ») et Hurin de Hurin (« bas du bas »).

La division quadripartite à Cuzco est symbolisée dans les principaux mythes incas, où le nord est toujours représenté comme représentant de la mission civilisatrice accordée aux incas. La supériorité du Chinchay Suyu sur l'orient, l'Anti Suyu, et du Qulla Suyu sur l'occident, le Kunti Suyu, est également symbolisée par le fait que la divinité solaire, Inti, aurait été née au sud-est, et aurait poursuivi sa route au nord-ouest, recommençant à l'infini. Les parties Qulla Suyu (Sud) Chinchay Suyu (Nord) sont eux des opposés complémentaires, à la tête des moitiés basse (Hurin, subordonné) et haute (Hanan, supérieur) respectivement.
La division dualiste et quadripartite est complémentée par une opposition entre le centre d'une entité, dans la pensée incaïque le Qulla Suyu (Sud) et le Chinchay Suyu (Nord), des régions « périphériques ».
Cette dichotomie persiste dans la pensée andine, dans le mythe de l'Inkarri, associé au nord, et Qollarí, associé au sud.

### Système des ceques
Un troisième système de division spatio-temporelle incaïque est celui des ceques, des voies rituelles auxquelles sont assignées plusieurs groupes de huacas et des ayllus (groupes de lignages) associés aux huacas, dont les membres considèrent qu'ils ont une origine commune, réelle ou mythique, et travaillent de façon collective dans un territoire de propriété commune,.

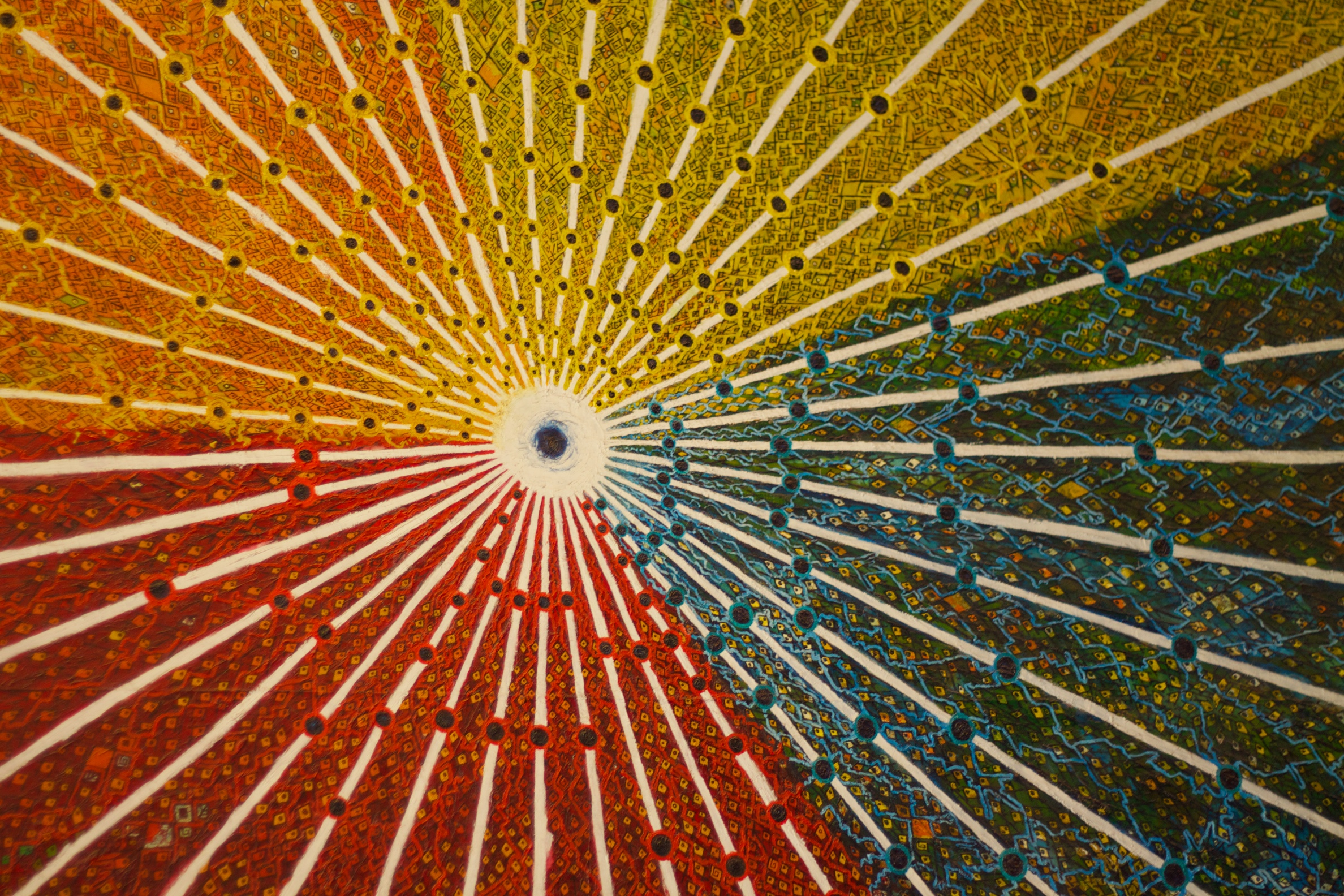
Systèmes des ceques de Cuzco et ses environs.

Les quatre parties du territoire contiennent neuf ceques, répartis en groupes de trois constitués chacun de ceques appelés Collana, (ceque des fondateurs-souverains des ayllus royaux, appelés panaca) Payan (ceque des panaca)  et Cayao (ceque des ayllus), à l’exception du Kunti Suyu, qui contient quatorze ceques divisées en quatre groupes de trois et une ceque Payan isolée et un groupe de deux ceques Collana et Cayao qui forment ensemble un cinquième groupe de trois. La séquence des ceques de Chinchay Suyu et Anti Suyu est organisée selon le sens horaire, chaque groupe de trois commençant par le ceque Collana, tandis que les ceques de Qulla Suyu et Kunti Suyu sont organisées dans le sens contraire.